# Querverkauf
Als Querverkauf (oder Kreuzverkauf; englisch cross selling) wird im Marketing und in der Marketingstrategie die Ausnutzung einer Kundenbeziehung durch den zusätzlichen Verkauf von sich ergänzenden oder nicht miteinander in Beziehung stehenden Produkten oder Dienstleistungen bezeichnet.

## Allgemeines
Das Wort „Querverkauf“ wird im deutschen Sprachgebrauch selten benutzt; üblich ist in der Fachsprache die englische Variante. Der Querverkauf betrifft nicht nur den zusätzlichen Verkauf eigener Produkte/Dienstleistungen, sondern kann auch darüber hinaus den Vertrieb von Produkten und Dienstleistungen von anderen Unternehmen umfassen. Durch Querverkauf sollen Marktpotenziale erschlossen und latente Bedürfnisse geweckt werden. Ein Querverkauf muss stets dazu führen, dass sich der gesamte Kaufpreis erhöht.

## Arten
Unterschieden wird zwischen dem horizontalen und vertikalen Querverkauf:
- Um einen horizontalen Querverkauf handelt es sich, wenn mit dem Hauptprodukt verwandte Produkte angeboten werden.

Beispiel: Bei einem Neuwagenkauf werden zusätzlich Winterreifen oder eine Sitzheizung angeboten.
- Ein vertikaler Querverkauf liegt vor, wenn ergänzende, jedoch nicht verwandte Produkte angeboten werden.

Beispiel: Beim Kauf eines Herrenanzugs werden eine hierzu passende Krawatte oder Accessoires angeboten.
Beide Arten setzten voraus, dass das anbietende Unternehmen mit anderen Unternehmen kooperiert, welche die Querverkaufs-Produkte herstellen.
Cross-selling mit Diversifikation liegt vor, wenn beispielsweise Autohändler Finanzierungen über Autobanken der Hersteller anbieten oder Discounter im Lebensmittelhandel Aktionsware wie etwa PCs, Kleidung, Sport- oder Gartengeräte anbieten. Ein klassisches Beispiel sind auch Tankstellen mit einem  gut sortierten Supermarkt und/oder Getränkemarkt und Videothek oder Hotels, die Speisen und Getränke in hoteleigenen Restaurants und Hotelbars offerieren (Vollpension).

## Umfang
Bei den Produkten/Dienstleistungen kann es sich um Komplementärgüter, Substitutionsgüter oder nicht miteinander in Beziehung stehende Güter handeln. Etwa beim Konzept der Allfinanz bieten Sparkassen im Rahmen der Sparkassen-Finanzgruppe auch Finanzprodukte der Bausparkassen und öffentlichen Versicherungen als Komplementärgüter an. Das Cross-selling von Substitutionsgütern gestaltet sich schwierig, doch ist ein Verkauf von einem Mountainbike und einem normalen Fahrrad denkbar. Auch Koppelprodukte werden im Rahmen des Querverkaufs vermarktet. Im Einzelhandel (insbesondere bei Selbstbedienung in Super- oder Baumärkten) werden oft zusammen erworbene Produkte in den Regalen nahe beieinander platziert.

## Finanzwesen
Im Finanzwesen ist der Querverkauf eingeschränkt durch die Verordnung (EU) Nr. 1286/2014 vom 26. November 2014 über Basisinformationsblätter für verpackte Anlageprodukte für Kleinanleger und Versicherungsanlageprodukte (auch: PRIIP-Verordnung). Sie regelt seit Januar 2018, dass „verpackte Finanzprodukte“ (also Finanzprodukte mit Querverkauf; englisch packaged retail and insurance-based investment products, PRIIP) gemäß Artikel 4 PRIIP-Verordnung unterschieden werden müssen: 
- Verpackte Anlageprodukte für Kleinanleger im Bankwesen: sind eine Anlage, einschließlich von Zweckgesellschaften oder Verbriefungszweckgesellschaften ausgegebene Finanzinstrumente, bei denen unabhängig von der Rechtsform der Anlage der dem Kleinanleger rückzuzahlende Betrag Schwankungen aufgrund der Abhängigkeit von Referenzwerten oder von der Entwicklung eines oder mehrerer Vermögenswerte, die nicht direkt vom Kleinanleger erworben werden, unterliegen (insbesondere Investmentzertifikate von Investmentfonds).
- Versicherungsanlageprodukte sind im Versicherungswesen ein Versicherungsprodukt, das einen Fälligkeitswert oder einen Rückkaufswert bietet, der vollständig oder teilweise direkt oder indirekt Marktschwankungen ausgesetzt ist.

Diese Vorschrift schränkt im Bank- und Versicherungswesen den Vertrieb von Querverkäufen teilweise erheblich ein.
In Artikel 2 Abs. 2 PRIIP-Verordnung sind zahlreiche Ausnahmen vorgesehen: 
- einige Nichtlebensversicherungsprodukte;
- Lebensversicherungsverträge, deren vertragliche Leistungen nur im Todesfall oder bei Arbeitsunfähigkeit infolge von Körperverletzung, Krankheit oder Gebrechen zahlbar sind;
- Bankeinlagen, die keine strukturierten Einlagen sind;
- Altersvorsorgeprodukte, die im Ruhestand Einkommen gewähren;
- Altersversorgungssysteme und individuelle Altersvorsorgeprodukte.

Danach gilt es nicht als Querverkauf, wenn ein Versicherungsunternehmen Privatpersonen in einem Paket eine Absicherung von Gebäude-, Hausrat- und Privathaftpflichtversicherungen anbietet.
Fällt ein Querverkauf unter die PRIIP-Verordnung, so ist vor Abschluss des Geschäfts dem Kunden gemäß Artikel 5 ein Basisinformationsblatt auszuhändigen.
Querverkäufe gemäß § 63 Abs. 9 WpHG umfassen Wertpapierdienstleistungen, die als Teil eines gekoppelten Pakets oder eines gebündelten Pakets angeboten werden. Wertpapierdienstleistungsunternehmen, die ein gekoppeltes oder gebündeltes Paket vertreiben, müssen ihre Kunden ordnungsgemäß darüber informieren, ob die Möglichkeit besteht, die Bestandteile separat zu erwerben. Insbesondere muss der Kunde über seine Wahlmöglichkeit, nur einen einzelnen Bestandteil eines gebündelten Paketes erwerben zu können oder, soweit dies nach bestimmten Rechtsvorschriften zulässig ist, den Zwang einen anderen Bestandteil eines gekoppelten Paketes erwerben zu müssen, informiert werden.

## Organisatorische Umsetzung
Durch EDV-gestützte CRM-Systeme können operativ gewonnene Daten für gezielte Querverkauf-Aktionen aufbereitet werden. Beispiel: Alle Autokäufer im August erhalten im Herbst ein Schreiben mit einem Winterreifen-Angebot.
Im Online-Handel können gezielt Computerprogramme mit Algorithmus- oder Nutzerverfolgungsprogrammen eingesetzt werden („andere Kunden interessierten sich auch für ...“).  

## Wirtschaftliche Aspekte
Ein Querverkauf erhöht den Kundennutzen und damit die Kundenzufriedenheit, der Verkäufer steigert Umsatzerlöse und – ceteris paribus – die Gewinne. Querverkäufe sind auch ein wichtiges Instrument der Kundenbindung. Akzeptiert ein Nachfrager den Querverkauf, wird sein Budget stärker belastet als dies vor der Kaufentscheidung geplant war. Durch Querverkäufe können sich unter Umständen für den Kunden Preisvorteile aus der Produktbündelung ergeben, wenn der Gesamtpreis des Querverkaufs niedriger ist als die Summe einzelner Produkte.

## Abgrenzungen
Upselling, Upgrading und Cross-Selling werden wie folgt voneinander abgegrenzt:
| Kriterium                 | Upselling                                                                | Upgrading                                  | Cross-Selling                                     |
| ------------------------- | ------------------------------------------------------------------------ | ------------------------------------------ | ------------------------------------------------- |
| Produkte/Dienstleistungen | sind Substitiutionsgüter                                                 | sind Substitiutionsgüter                   | sind Komplementärgüter                            |
| Preis                     | höherwertige Produkte                                                    | höherwertige Produkte                      | gleichwertige Produkte                            |
| Initiator                 | Kunde = Upbuying (Pull) Anbieter = Upselling (Push) Zahlungsbereitschaft | Anbieter (Push) keine Zahlungsbereitschaft | Kunde (Pull) Anbieter (Push) Zahlungsbereitschaft |
| Zeitraum                  | mittel- bis langfristig                                                  | kurz- bis mittelfristig                    | kurz- bis mittelfristig                           |

Der Veredelungsverkauf (englisch upselling) ist kein Querverkauf, sondern betrifft die Veredelung von Produkten/Dienstleistungen in Form einer Produktvariation mit höherer Produktqualität/Dienstleistungsqualität. Beim Autokauf wird beispielsweise nicht das Standardprodukt angeboten, sondern eine Premiummarke.
Ghost-Sell-ups sind bei Mietwagen eine dem Kunden zu einem Aufpreis angebotene höhere Fahrzeugkategorie, obwohl das gemietete Fahrzeug nicht vorhanden ist und somit nicht vermietet werden kann.